# 高寶齡
高寶齡，SBS，BBS，MH，JP（1948年—），香港政治人物，祖籍廣東潮汕，婦女事務委員會委員、九龍社團聯會永遠會長、文化力量主席。曾任中華人民共和國香港特別行政區全國人民代表大會代表、油尖旺區議會委任議員兼副主席。

## 簡歷
推選委員會委員、觀塘臨時區議會議員、觀塘區議會委任議員、香港房屋委員會房屋小組委員會委員、觀塘分區撲滅罪行委員會成員、觀塘市中心及工業分區委員會成員、四順分區委員會成員、平等機會委員會委員、第十、十一、十二屆港區全國人大代表。

## 榮譽
- 榮譽勳章（2002年）
- 非官守太平紳士（2007年）
- 銅紫荊星章（2010年）
- 銀紫荊星章（2016年）

| 前任： 馬逸彰 | 臨時觀塘區議員（樂華南） 1998年－1999年 | 繼任： 羅麗娟 |
| 前任： --     | 觀塘區議員（委任） 2000年－2007年       | 繼任： 潘兆文 |
| 前任： 成元興 | 油尖旺區議員（委任） 2008年－2015年     | 取消委任議員  |